# Maria Constantinescu
Maria Constantinescu, född den 5 juli 1956, är en rumänsk roddare.
Hon tog OS-brons i åtta med styrman i samband med de olympiska roddtävlingarna 1980 i Moskva.